# 吉姆斯·米克洛斯
吉姆斯·米克洛斯（匈牙利語：Gimes Miklós，1917年12月23日—1958年6月16日），匈牙利新闻工作者、政治家，因为在匈牙利1956年革命中支持纳吉·伊姆雷，苏联军队攻占布达佩斯后被逮捕，判处死刑。